# عبد المحسن العمر
عبد المحسن العمر (3 يوليو 1986 -)، ممثل ومخرج كويتي.

## حياته الفنية
بدايته الفعلية في مسلسل الأصيل في عام 2007. أغلب الأعمال الذي عمل فيها كانت مع الفنان عبد العزيز المسلم. كما أنه عمل في عدد من الأعمال كمخرج.

## أعماله الفنية

### في التلفزيون
- الأصيل.
- مسك وعنبر.
- الداية.
- أيام تحفة.
- الهدامة.
- ليلة عيد.
- كل يوم سالفة.

### من المسرحيات
- ينانوة الفريج.
- الحاسة السادسة.
- الإنس والجن.
- عودة شيزبونة.
- عودة النجنيد.
- البوشية.[1]
- شالية بنيدر.
- المدينة الثلجية
- مدينة البطاريق 1.
- مدينة البطاريق 2.
- مصنع الكرتون.
- بيت الحلاو.

### من السينما
- 2015 سرب الحمام
- 2017 باك تو كويت

### في الإخراج
- مسلسل الأخ صالحة.
- مسرحية الإنس والجن.

## وصلات خارجية
- عبد المحسن العمر على موقع قاعدة بيانات الأفلام العربية